# Токари (Марий Эл)
Токари (горномар. Тӓкӓрӓ) — деревня в Горномарийском районе Марий Эл, входит в состав Кузнецовского сельского поселения.

## География
Деревня Токари расположена на правом берегу Волги к югу от Козьмодемьянска, в 6 км от Кузнецова.

## Топонимика
Марийское название «Такара» связано со словом «та́кыр» — «утоптанное место», «паровое поле», «невспаханное поле».

Оно ни в коей мере не связано с русским словом «токарь» — специалистом по обработке различных материалов посредством обточки, о чём в своё время ошибочно предполагал известный краевед И. А. Износков.

## История
Впервые на исторической земле Кобяшевой сотни «выселок Токари» (15 дворов) из д. Кожваш-Юльялской упоминается в 1795 году. Со временем сюда переселились выходцы из деревень Паулкино и Простая Кузнецова. 

Деревня изначально входила в церковный приход села Кузнецово. В XIX — начале XX века последовательно числилась в Паратмарской, Кожваш-Сигачкинской и Виловатовражской волостях Козьмодемьянского уезда. 

С 1921 года входила в Кузнецовский район Козьмодемьянского кантона. 

С 1931 года находится в составе Кузнецовского сельского совета Горномарийского района.

Интересным представляется свидетельство И. А. Износкова о том, что в августе 1868 года (по другим данным — 18 мая 1868 года) в деревне Токари побывал Великий князь Алексей Александрович, путешествовавший по Волге. Он со своей свитой приехал сюда из села Ильинская Пустынь (до него 2 км) и зашёл в дом марийца Петра Степанова. В отсутствие хозяина дома его жена поднесла великому князю хлеба, яиц и пива, «за что он щедро наградил её». Вскоре об этом узнали другие женщины (большинство мужчин были на работе, а часть скрылись, думая, что это прибыл лесной ревизор и накажет их за самовольную порубку леса), и также стали подносить свои угощенья, «получая за всё это деньги». Примечательно, что часть женщин в момент появления князя, посчитав его лесным стражником, побежала «выгонять свою скотину из лесу, боясь подвергнуться ответственности за потраву в лесу».

## Население
| 2002 | 2010 | 2014 |
| ---- | ---- | ---- |
| 187  | ↘135 | ↗151 |

По сведениям 1859 года в деревне Простая Кузнецова (Токари) в 27 дворах проживали 138 человек, казённых крестьян (65 мужчин, 73 женщины). 

Согласно переписи населения 1897 года в деревне Токари Виловатоврагской волости Козьмодемьянского уезда проживали 277 человек, черемисы.

По данным Всероссийской переписи населения 2002 года в деревне проживали 187 человек, преобладающая национальность — горные марийцы (92 %).

По данным паспорта Кузнецовского сельского поселения по состоянию на 1 января 2014 года в деревне проживает 151 человек в 66 индивидуальных жилых домах.

## Инфраструктура
В деревне расположены фельдшерско-акушерский пункт, два магазина. 

Есть автобусное сообщение с Козьмодемьянском.

Улицы: Лесная, Новая.

## Памятники и памятные места

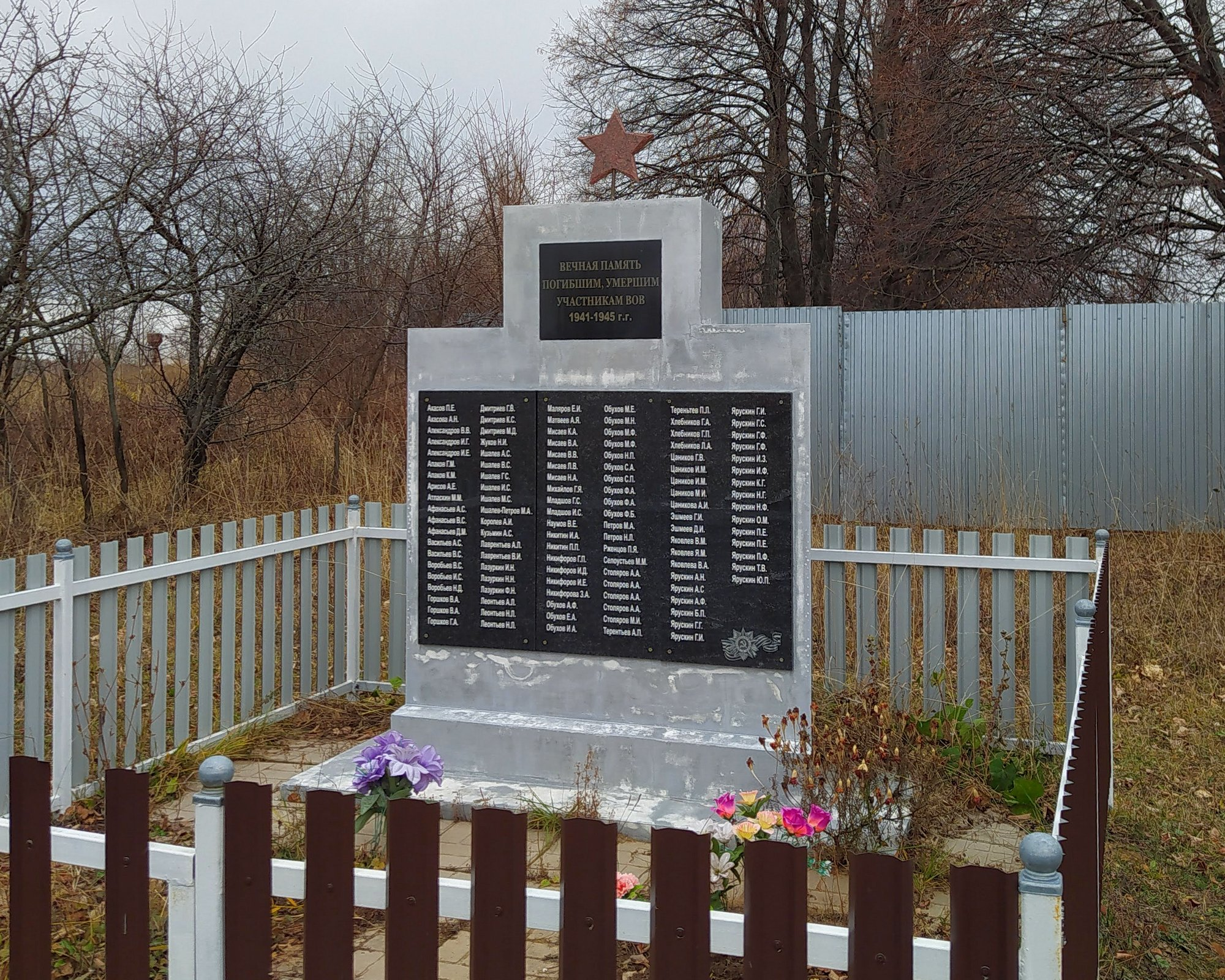
Памятник погибшим, умершим участникам Великой Отечественной войны

Памятник воинам, погибшим в годы Великой Отечественной войны 1941—1945 гг.

## Достопримечательности
- Городище раннего железного века ананьинской культуры «Малахай» (VII—VI вв. до н. э.) — объект культурного наследия федерального значения (в 1,5—2 км к северу от деревни; № 2100156000)[15][16][17].
- Группа археологических объектов «Токаревское кладбище» (VII—VI вв. до н. э.) — объект культурного наследия федерального значения (1,5 км восточнее-северо-восточнее деревни, на территории Моргаушского района Чувашии)[18][19].
- Лиственница сибирская, посаженная Б. И. Гузовским (северо-восточная окраина деревни, 9-й квартал Ильинского участкового лесничества)[20]